# 9 meses
9 meses es una comedia romántica coproducida por España y Venezuela, que desarrolla toda su trama en esta primera, más concretamente en Madrid y Valencia. La película está dirigida por el director español Miguel Perelló, y está protagonizada por Enrique Arce y por las conocidas actrices Anabel Alonso, Anabell Rivero, Mónica Cruz y Vanesa Romero. Su lanzamiento fue escaso tanto en cines españoles como venezolanos, y por ello se catapultó en plataformas como el DVD o el soporte en línea.

## Argumento
La película es una comedia que relata la historia de tres mujeres treintañeras, adineradas y exitosas a las que solo les falta formar una familia para ser felices completamente.  
Estas treintañeras, en su intento desesperado por ser madres, buscan a un hombre semental, que tenga una serie de características que encajen en el estereotipo de padre que las tres quieren para quedarse embarazadas del mismo hombre y al mismo tiempo. 
Los personajes son: Clara Nadal, una educadora interpretada por Vanesa Romero, Charo Maspons, una abogada con éxito interpretada por Anabel Alonso y Liliana Guzmán, interpretada por Anabell Rivero, una venezolana gerente de marketing. Son tres amigas que deciden dejar a un lado la búsqueda infructuosa del príncipe azul de cuento, para buscar a un hombre que pueda ser el padre perfecto.
Las tres mujeres acuden a ver una obra de teatro en la que participaba Fernando Díaz, interpretado por Enrique Arce, con el que Charo mantuvo un antiguo romance cuando eran más jóvenes. Fernando es un actor de teatro con poca suerte en su vida amorosa y profesional y que tiene como sueño tener una familia numerosa. Charo les cuenta a Clara y a Liliana cómo es Fernando según recuerda ella de su relación y las chicas se dan cuenta de que es el hombre que las tres buscaban. Todas lo consideran un hombre guapo, aseado y buen amante, por lo que le preponen su objetivo. Esto deja a Fernando atónito y sin palabras, lo que hace que se niegue de inmediato, al considerarlo una barbaridad. 
Tras cuatro días de reflexión y tras darse cuenta de que su vida no ha tomado aún ningún ritmo, Fernando acepta el propósito de las tres chicas y firma el documento que fija las cláusulas y los requisitos que tiene que cumplir para dejarlas embarazadas. Al principio todo parece perfecto para él pues mantenía relaciones sexuales con las tres mujeres, sin embargo, a Fernando le proponen participar en una obra de teatro en Madrid y tiene que irse a vivir allí dejando solas a las chicas. Ellas no se lo toman bien, pero antes de que este se fuera y con motivo de que las tres estaban ovulando, aprovechan la oportunidad para utilizarlo hasta el último momento. 
Cuando se va a Madrid, Fernando se aloja en la casa de su hermana Roxanna, interpretada por Mireia Pérez. Allí conoce de una forma poco habitual a una amiga de su hermana Roxanna, Inma Garcés, interpretada por Mónica Cruz. La misma noche de su llegada se mete a dormir en la cama ocupada por Inma sin saber que ella estaba ahí. A partir de ese momento empieza a surgir el amor entre ambos y comienzan un romance, dejando a un lado su mala suerte en el amor y también, simultáneamente, en el terreno profesional. Ella simplemente le pide sinceridad, pero él no le cuenta el acuerdo que tiene con Clara, Charo y Liliana sobre el embarazo, ya que considera que puede tomárselo a mal y como al final no se habían quedado embarazadas tampoco tendría porque enterarse. 
Durante su estancia en Madrid, las chicas llaman a Fernando para anunciarles que están las tres embarazadas. Meses después Fernando regresa de nuevo a Valencia, sin haberle dicho aún a Inma que esperaba tres hijos de tres mujeres diferentes. En esta visita tratará de conocer a los padres de las tres chicas, teniendo que inventarse tres identidades diferentes para que sus familias no sospechen nada de que es el mismo padre. 
Al poco tiempo, Inma decide viajar a Valencia para comunicarle a Fernando que está embarazada, pero cuando llega se entera de toda la verdad y aunque él le llora y le pide perdón, esta decide volver a Madrid sin perdonarle pues sólo le había pedido una cosa, sinceridad, y éste le falló. Justo en ese momento, las tres chicas se ponen de parto. Poco después, Fernando vuelve a Madrid para interpretar el papel protagonista en una obra de teatro y gracias a un amigo suyo se entera de que Inma inaugura una exposición, por lo que al terminar la exposición se va corriendo en busca de esta y tras pedirle disculpas de nuevo y decirle que iba a luchar por ella siempre, porque “siempre hay que luchar por las cosas que merecen la pena”, éstos se funden en un gran abrazo y retoman de nuevo su relación, enterándose de que se va a convertir en padre por cuarta vez. La película acaba con la boda de Gustavo, interpretado por Jaime Linares, y Ramón, interpretado por Pep Selles, los amigos gais de Fernando, en la cual Inma rompe aguas en el momento en el que todos están posando para hacerse una foto.

## Director
La película está dirigida por Miguel Perelló, un director y productor de cine y televisión que ha trabajado para diversas productoras españolas tales como Cartel o Intercartel. Es miembro de la Academia de las Artes y las Ciencias Audiovisuales de España, Patrono de la Fundación Ciudad de la Luz de la Comunidad Valenciana, miembro de la Asociación de Directores así como de Productores de la Comunidad Valenciana y del Consejo Asesor del Audiovisual de la Generalidad Valenciana. También es miembro de la Academia de Televisión de España y está considerado como un referente del audiovisual valenciano.
Perelló fue presidente de la Asociación de Productores Valencianos (APV) y presidente de Indigomedia (empresa surgida de la fusión de Nisa e Intercartel). Algunos de sus trabajos como director de cine han sido 9 meses, de la cual el director ha afirmado que “9 meses es una comedia de mujeres, hecha por mujeres y para mujeres”, y Lo que tiene el otro, y como productor destacan otros trabajos como Cien maneras de acabar con el amor y La bicicleta. En televisión destacan entre sus obras las de Cuerpo a la carta y Els Buscadors.

## Reparto

### Actores principales
- Enrique Arce interpreta a Fernando Díaz, un actor que no ha alcanzado el éxito profesional, treintañero e inmaduro que sueña con poder formar una familia numerosa, sueño que conseguirá de una manera inesperada para él. Su vida transcurre entre Valencia, donde vive en el piso de sus padres, y Madrid donde comparte piso con su hermana.
- Mónica Cruz interpreta a Inma Garcés, una joven escultora y artista plástica que comienza a alcanzar reconocimiento por sus obras. Su abuela es la persona más importante en su vida y una de las cosas que más odia es que las personas le mientan. Durante el transcurso del film estará envuelta en una tormenta de mentiras, celos y enredos.
- Anabel Alonso interpreta a Charo Maspons, es una abogada exitosa, sincera y decidida a conseguir sus retos. Cansada de esperar al príncipe azul que no llega decide emprender el reto más importante de su vida, convertirse en madre al mismo tiempo que sus dos mejores amigas y del mismo padre. Gracias a ella las tres amigas consiguen encontrar al padre perfecto para las tres.
- Vanesa Romero interpreta a Clara Nadal, una mujer soñadora, respetuosa, amigable y muy hábil con los números, dedicada a la educación que se dispone a dar un paso importante en su vida, ser madre al mismo tiempo que sus amigas, ya que ella también está cansada de esperar al hombre ideal.
- Anabell Rivero interpreta a Liliana Guzmán, una atractiva venezolana que dejó su país para asegurarse un futuro profesional a su medida en Valencia, España, como gerente de marketing. Persistente con sus sueños decide que es el momento de lucha por ser madre.
- Sergio Caballero interpreta a Sebastián, que es el soberbio representante de Fernando Díaz, que intenta encontrar por todos los medios un hueco en la televisión, el cine o el teatro para su gran amigo. Se mueve en busca de sus intereses y de su propio beneficio.
- Josep Selles interpreta a Ramón, el amigo homosexual de Fernando y que mantiene una relación sentimental con Sebastián, que después de varios vaivenes culminará con el sí quiero en el altar.
- Jaime Linares interpreta a Gustavo, amigo de Fernando durante muchos años, que mantiene una relación con Ramón con el que finalmente contraerá matrimonio. Es divertido, simpático y cariñoso.
- Mireia Pérez interpreta a Roxanna, que es la hermana de Fernando, la cual la acoge en su casa de Madrid cuando éste se muda allí para relanzar su carrera profesional. Gracias a Roxanna, Fernando conocerá a Inma. Roxanna es la que impulsa a Inma para que esta le cuente a Fernando que está esperando un hijo suyo.
- Mamen García interpreta a Kika, la madre de Fernando. Kika apoya mucho a Fernando, tanto en su vida personal como en la profesional. Es divertida, simpática y muy optimista. Es la primera en dar el visto bueno a la triple paternidad de su hijo.
- Albert Forner interpreta al padre de Fernando. Al igual que su mujer apoya mucho a Fernando en todas sus decisiones incluso en la de ser padre de tres hijos de madres diferentes.

### Actores secundarios
- Joan Gadea interpreta a Pepe.
- Miguel Ángel Romo interpreta a Jaime Forner.
- Héctor Palma interpreta a Simón.
- Paula Garber interpreta a Julia.
- José Montesinos interpreta a Cyrano.
- Rafael Calatayud interpreta a Gregorio.
- José Albarrán interpreta a Ximo.
- Miguel Barberá interpreta a Iñaki.
- Benjamín Seva interpreta a Elétrico.
- Emilio Mencheta interpreta el Recepcionista.
- José Montó interpreta el Recepcionista.
- Empar Brisa interpreta a Amparo.
- Mónica Román interpreta a Trini.
- Juan José Vizcaíno interpreta al ayudante de Dirección.
- Javier Romero interpreta al conductor del Bus.
- Manuel Puchades interpreta al director del Teatro.
- Juan Manuel Frecha interpreta al Guardia de Seguridad.

## Crítica
El recibimiento por parte del público de esta comedia española ambientada en la costa mediterránea, se podría decir que no fue demasiado relevante. La productora, adelantándose al posible fracaso de esta, no la estrenó en cines hasta tres años después de la finalización de su rodaje. 
9 meses tras estrenarse en un escaso número de salas de España y todavía menos de Venezuela, se lanzó a la venta en DVD. En esta plataforma tampoco podemos afirmar, que su distribución y repercusión fuesen mucho más relevantes, pero sí que pasó a formar parte de la estantería de cualquier videoclub. Además también se lanzó en plataforma en línea, con la finalidad de hacer más asequible su visualización y tener un alcance más internacional. 
9 meses, pudo contar con grandes actrices muy conocidas en España, tales como son Anabel Alonso, Anabell Rivero, Vanesa Romero y Mónica Cruz, la cual generó gran expectación al ser la «hermanísima» de Penélope Cruz. El trabajo de marketing realizado para promocionar esta película no fue ni mucho menos magistral, como consecuencia también del escaso presupuesto del que se disponía. Esto, sumado a que la película no pertenece a ninguna saga conocida, como por ejemplo Torrente (cuyo trabajo de marketing si podemos considerar de grandes quilates), provocó que el recibimiento y apoyo por parte del público fuese tremendamente light. 
Pese a la poca repercusión mediática que tuvo la película dentro de España y mucho menos en el extranjero, esta sí que fue galardonada en los premios Mostra de Valencia al mejor largometraje. Es importante recalcar que este premio de carácter secundario en el mundo de los certámenes cinematográficos, nunca ha ayudado a lo largo de su trayectoria a las películas premiadas, en el ámbito de méritos reconocidos o prestigio nacional o internacional; sino que simplemente ha servido como reconocimiento a un trabajo bien hecho, como es el de esta película, en la cual, con un escaso presupuesto, consiguen que te diviertas y entretengas durante una hora y media.
La opinión pública comúnmente expresada sobre esta obra cinematográfica viene perfectamente reflejada en este comentario anónimo, encontrado en una página web: 
”No es un gran peliculón pero es entretenida y como dura 1 hora y media no se hace pesada y tiene sus momentos divertidos sobre todo en las escenas donde se ve cómo las tres mujeres utilizan al pobre Fernando para conseguir quedarse embarazadas.”
A partir de esta crítica, podemos descifrar que 9 meses es una de las muchas películas españolas que nunca alcanzará una gran relevancia cinematográfica, pero que por el contrario, posee la capacidad de entretener a cualquiera una tarde de sábado o domingo en el late-night; ya que se trata de una “españolada” capaz de hacernos reír y pasarlo bien, a la altura de otras películas también autóctonas tales como Spanish Movie o Fuga de cerebros, pero que por sus tremendas dificultades y deficiencias en el lanzamiento no ha logrado tener una gran repercusión en los países en los que se estrenó o ha sido emitida.

## Localizaciones relacionadas
Este film ha sido promocionado por toda España, pero no ha sido emitido en cines que no perteneciesen a Cines Unidos. Respecto a su lanzamiento en el extranjero, se podría decir, que la única parte del mundo donde puede haber tenido algo de repercusión es en América del Sur, y más concretamente en Venezuela, como consecuencia de la coproducción de las compañías De Palacio Films y HPN. La película fue rodada en la Comunidad Valenciana, Valencia; de ahí su colaboración directa con este proyecto cinematográfico. Otra de las ciudades representadas en el film y donde también estuvieron rodando fue Madrid, al igual que en la Ciudad de la Luz, Alicante.

## Financiación y colaboración
Este film es una coproducción entre España y Venezuela realizada por DePalacio Films (España) y Productores HPN, CA (Venezuela); con la participación de TVE, RTVV y Cines Unidos. 
Dicha película ha sido financiada por ICO, siendo sus principales colaboradores: ICO, ICAA, Ibermedia, Generalidad Valenciana,  Ciudad de la Luz,  IVAC, CNAC. 
La empresa encargada de distribuir el contenido de la película por toda España es la empresa Premium. 
Respecto a la recaudación, al no ser una película muy sonada y estar disponible al poco tiempo en DVD y en línea, no es fácil encontrar datos fiables sobre fondos adquiridos a través de venta de entradas para cine. Otro factor que hizo que no se diera a conocer al nivel de otras producciones, es que no se llegó a emitir en muchas salas. La única suma de dinero de la que se tiene constancia es del premio, significativo y metálico, que recibió la película en la Mostra de València al mejor largometraje, el cual estaba dotado con unos 15.000 euros como premio económico.

## Premios
La película 9 meses fue nominada en 2010 y resultó premiada entre 61 trabajos cinematográficos, TV movies, cortometrajes, largometrajes y series de ficción en la Mostra de València, en su XXXI edición celebrada en los cines Lys. El premio recibido fue al mejor largometraje, siendo esta dotada con 15.000 euros. 